# Terig Tucci
Terig Tucci (Buenos Aires, 23 giugno 1897 – Buenos Aires, 28 febbraio 1973) è stato un compositore, violinista, pianista e mandolinista argentino.

## Biografia
La prima composizione di Tucci, Cariños de Madre, fu eseguita per una zarzuela presso il Teatro Avenida, nel 1917. Dopo una carriera come violinista nelle orchestre dei cinema locali, partì per New York City nel 1923 e dal 1930 al 1941 lavorò per la NBC Radio. La principale etichetta di registrazione RCA Victor, nominò Tucci produttore esecutivo della loro lucrativa unità di musica latino-americana nel 1932 e nel 1934 egli si esibì con l'amico compatriota Carlos Gardel, durante il contratto con la Paramount Pictures del famoso vocalista di tango.
Rimasto al vertice dell'unità Latina della RCA Victor, Tucci prestò servizio dal 1940 al 1949 come arrangiatore principale per la Pan American Orchestra della Columbia Broadcasting System
dove collaborò con il fisarmonicista John Serry Sr e il direttore Alfredo Antonini nel programma radio Viva América. Mentre lavorava alla CBS collaborò anche con la cantante portoricana Elsa Miranda e il tenore messicano Néstor Mesta Cháyres. Si esibì anche per la General Electric dal 1941 al 1947 e per la Voice of America, dal 1951 al 1959. Tucci ha diretto la sua orchestra di tango in numerose registrazioni RCA, in particolare My Buenos Aires, nel 1958. Si ritirò dalla RCA Victor nel 1964 e nel 1969 scrisse una riflessione sugli ultimi giorni di Gardel, Gardel en Nueva York. Tucci ha vissuto i suoi ultimi anni nella sua Forest Hills, Queens, a casa. Morì durante una visita a Buenos Aires nel 1973 e fu sepolto a New York.